# 하츠네 레이코
하츠네 레이코(일본어: 初音 礼子 はつね れいこ[*], 1908년 1월 7일 - 1987년 4월 15일)는 일본의 배우이자, 전 다카라즈카 가극단 유키구미 주연 남역 클라스, 유키구미 조장이다.
효고현 고베시 출신으로, 본명은 코미나미 츠야코(小南 艶子), 결혼 전 성은 무토(武藤)이다. 옛 예명은 하츠네 레이코(初音麗子)이다. 애칭은 "큐-피-상", "무-양"이다.

## 약력ㆍ인물
쇼인고등여학교를 중퇴하고, 1925년에 다카라즈카 가극단 14기생으로 초무대를 밟았다. 하츠네 레이코(初音麗子)의 예명으로 활동을 개시했다. 1935년부터 1945년까지 유키구미 조장을 맡았다. 종전 전후에 퇴단했다.
전쟁 후에는 『홈런 광시대(ホームラン狂時代)』, 『오리와 파(カモとねぎ)』 등 주로 희극영화에 출연했다. 1952년, 하츠네 레이코(初音礼子)로 개명했다. 1957년, 다카라즈카 신예좌(新芸座)에 초대되어 입좌했다. 후에 좌장이 되었다. 이후, 무대, TV드라마에서 전형적인 나니와 여자 역할로 인기를 끌었다. 1961년, 53세에 사업가 코미나미 카쿠지로(小南覚次郎)와 결혼해 화재가 되었다.
1987년 4월 15일, 79세의 나이로 사망했다.
2014년, 다카라즈카 가극 전당의 최초 100인 중 한명으로 전당에 입성했다.

## 출연 작품

### 재단 시절 주요 무대
- 玉蟲祈願 (츠키구미) (1930년 5월 1일 - 5월 31일, 다카라즈카 대극장)
- 再生の感激 (유키구미) (1932년 12월 1일 - 12월 28일, 중국장)
- ルーレット (유키구미) (1933년 3월 1일 - 3월 31일, 다카라즈카 대극장)
- 杭争ひ (유키구미) (1933년 8월 1일 - 8월 20일, 중국장)
- 兄彦弟彦 (유키구미) (1933년 12월 1일 - 12월 28일, 중국장)
- 天龍寺船 (유키구미) (1934년 6월 1일 - 6월 30일, 다카라즈카 대극장)
- 双児は朗か／美はしの君 (유키구미) (1934년 8월 1일 - 8월 31일, 다카라즈카 대극장)
- 小谷落城／傷害保険 (유키구미) (1934년 9월 6일 - 9월 24일, 중국장)
- 戀慕流し／メルヘンランド (유키구미) (1935년 1월 1일 - 1월 24일, 다카라즈카 대극장)
- 磁石／愛と企み (유키구미) (1935년 7월 1일 - 7월 31일, 다카라즈카 대극장)
- 戀愛策略 (유키구미) (1935년 11월 1일 - 11월 30일, 다카라즈카 대극장)
- 黒木御所／寶塚忠臣蔵 (유키구미) (1936년 3월 1일 - 3월 31일, 다카라즈카 대극장)
- 油賣り (유키구미) (1936년 5월 6일 - 5월 26일, 중국장)
- 太夫傘／ラ・ロマンス (유키구미) (1936년 8월 1일 - 8월 31일, 다카라즈카 대극장)
- 野火 (유키구미) (1936년 9월 8일 - 9월 25일, 중국장)
- 野狐／芦刈／セレナーデ (유키구미) (1936년 12월 1일 - 12월 28일, 중국장)
- 紅薔薇の城／黄金の初夢／セレナーデ (유키구미) (1937년 1월 1일 - 1월 17일, 중국장)
- 春のをどり／ブライア・ローズ (유키구미) (1937년 4월 1일 - 4월 30일, 다카라즈카 대극장)
- 冷泉為恭／淺間嶽／ハワイ・ニューヨーク (유키구미) (1937년 8월 1일 - 8월 31일, 다카라즈카 대극장)
- 淺間嶽／ジャズ・カレッテ (유키구미) (1937년 9월 8일 - 9월 23일, 중국장)
- 山伏攝待／光は東方より (유키구미) (1937년 12월 1일 - 12월 28일, 중국장)
- 光は東方より (유키구미) (1938년 1월 1일 - 1월 10일, 중국장)
- 風雲長崎時代／寶塚オーケストラの少女／ミシシッピー・ロマンス (유키구미) (1938년 2월 1일 - 2월 28일, 다카라즈카 대극장)
- ごぶらん織 (유키구미) (1938년 3월 10일 - 3월 21일, 중국장)
- 淺間嶽／楽しき唄／夏のをどり (유키구미) (1938년 7월 10일 - 7월 24일, 중국장)
- 当世嫁えらび／曠野の花 (유키구미) (1938년 10월 1일 - 10월 31일, 다카라즈카 대극장)
- 日本風俗繪巻 (유키구미) (1939년 1월 1일 - 1월 25일, 다카라즈카 대극장)
- 愛國大學生 (유키구미) (1939년 6월 26일 - 7월 25일, 다카라즈카 대극장)
- 草刈王子 (유키구미) (1940년 1월 26일 - 2월 24일, 다카라즈카 대극장)
- 赤十字旗は進む (유키구미) (1940년 4월 26일 - 5월 24일, 다카라즈카 대극장)
- アルプスの山の娘 (유키구미) (1940년 7월 26일 - 8월 25일, 다카라즈카 대극장)
- 銃後の合唱 (유키구미) (1940년 10월 26일 - 11월 24일, 다카라즈카 대극장)
- 豊穣歌 (유키구미) (1941년 5월 27일 - 6월 24일, 다카라즈카 대극장)
- 大空の母／男女道成寺／海を渡る歌 (유키구미) (1941년 8월 26일 - 9월 24일, 다카라즈카 대극장)
- 美と力／花若仇討／新かぐや姫 (유키구미) (1942년 7월 26일 - 8월 24일, 다카라즈카 대극장)
- 撃ちてし止まむ／みちのくの歌 (유키구미) (1943년 2월 26일 - 3월 24일, 다카라즈카 대극장)

### 영화
- 雪割草 (1939년)
- 鸚鵡は何を覗いたか (1946년)
- 三本指の男 (1947년)
- ホームラン狂時代 (1949년)
- 殿様ホテル (1949년)
- のど自慢狂時代 (1949년)
- 闇に光る眼 (1950년)
- 彼と彼女と名探偵 (1950년)
- 戦慄 (1950년)
- 寶塚夫人 (1951년)
- 豪怪三人男 (1951년)
- 昔話ホルモン物語 (1952년)
- ボート8人娘 (1952년)
- 恋の捕縄 (1952년)
- アジャパー天国 (1953년)
- 朝焼け富士 前篇 (1953년)
- 朝焼け富士 後篇 (1953년)
- 家庭の事情 馬ッ鹿じゃなかろうかの巻 (1954년)
- 嫁とよばれてまだ三월  (1954년)
- 続々魚河岸の石松 大阪罷り通る (1954년)
- 家庭の事情 おこんばんわの巻 (1954년)
- 家庭の事情 ネチョリンコンの巻 (1954년)
- 仇討珍剣法 (1954년)
- 里見八犬伝 (1954년)
- 石松故郷へ帰る (1955년)
- お父さんはお人好し (1955년)
- 母水仙 (1955년)
- 正義の快男児 中野源治の冒険 完結篇 地下砲台の恐怖 (1955년)
- 石松と女石松 (1955년)
- アツカマ氏とオヤカマ氏 (1955년)
- 狸小路の花嫁 (1956년)
- ボロ靴交響楽 (1956년)
- 泣き笑い土俵入り (1956년)
- 鼻の六兵衛 (1956년)
- 権三と助十 かごや太平記 (1956년)
- 箱入娘と番頭 (1956년)
- 五十年目の浮気 (1956년)
- げんこつ社員 (1956년)
- チンドンやの娘 (1957년)
- 南蛮寺の佝楼男 (1957년)
- 美貌の都 (1957년)
- 欲 (1958년)
- 螢火 (1958년)
- かた破り道中記 (1959년)
- 青春の丘の上 (1959년)
- あばれ街道 (1959년)
- 親バカ子バカ (1960년)
- 白い牙 (1960년)
- アワモリ君西へ行く (1961년)
- 河内風土記 続おいろけ説法 (1961년)
- 新・狐と狸 (1962년)
- 喜劇 団地親分 (1962년)
- 暁の合唱 (1963년)
- 河内風土記 おいろけ繁盛記 (1963년)
- 何処へ (1966년)
- なつかしき笛や太鼓 (1967년)
- 喜劇 夫婦善哉 (1968년)
- カモとねぎ (1968년)
- 河内フーテン族 (1968년)
- かげろう (1969년)
- 裸の十九才 (1970년)
- 喜劇 おめでたい奴 (1971년)
- 極道VSまむし (1974년)
- 泥の河 (1981년)
- 男はつらいよ 浪花の恋の寅次郎 (1981년)

### TV
- やりくりアパート (1958년 4월 6일 - 1960년 2월 28일, 大阪テレビ放送)
- 時間ですよ第1シリーズ (1970년, TBS)
- 木下恵介・人間の歌シリーズ　俄－浪花遊侠伝 (1970년, TBS)
- 東芝日曜劇場  (TBS)
  - 「一枚看板」 (1972년)
  - 「子ばなれ」 (1973년)
  - 「縁結び」 (1974년)
  - 「しづやしづ」 (1980년)
  - 「おんなの家 その13」 (1983년)
- 大岡越前 第2部 第10話「下手人は火あぶり」 (1971년, TBS) - お清
- 花ぼうろ (1976년, YTV)
- あかんたれ (1976년, THK)
- 丼池太閤記 (1977년, NHK)
- 虹を織る (1980년, NHK)：近所の女性
- お初天神 (1980년, YTV)
- 吉宗評判記 暴れん坊将軍 第193話「名もなく貧しき母子草」 (1982년, ANB) - おくめ
- 女系家族 (1984년, YTV)
- 特捜最前線 第422話「姑誘拐・ニッポン姨捨物語! 」 (1985년, ANB)
- いちばん太鼓 (1985년, NHK)